# Kitāb aṭ-ṭabīj (de Ibn Sayyār al-Warrāq)
Kitāb aṭ-ṭabīj (en árabe: كتاب الطبيخ‎), traducido al castellano como Libro de cocina, es un libro de cocina escrito por Ibn Sayyār al-Warrāq y publicado en el siglo X (alrededor del 940 d. C.) en Bagdad, por aquél entonces capital del califato abasí. Es el texto culinario en árabe más antiguo que se conserva, y es un recurso de vital importancia para comprender la cocina en el mundo árabe medieval. Contiene alrededor de seiscientas recetas, y se divide en 132 capítulos.
Su nombre completo Kitāb aṭ-ṭabīj waʾiṣlāḥ alʾaġḏia wal-maʾkulat waṭ-ṭayībāt al-ʾaṭeʿima al-maṣnūʿeāt mimā as-stujriŷ min kutub aṭ-ṭibi waʾalfāẓ aṭ-ṭuhāt waʾahl al-lubi (كتاب الطبيخ وإصلاح الأغذية والمأكولات وطيبات الأطعمة المصنوعات مما استخرج من كتب الطب وألفاظ الطهاة وأهل اللب), traducido como ‘Libro de cocina, preparación de los alimentos, delicias gastronómicas extraídas de libros de medicina, términos culinarios y costumbres gastronómicas’. En las fuentes, es común denominarlo «Kitāb aṭ-ṭabīj de ibn Sayyār al-Warrāq», para diferenciarlo de otro reconocido manuscrito con el mismo nombre, escrito por al-Baġdadi.
Se conserva una edición original del manuscrito del siglo X, y fue editado en Helsinki en 1987. Según Paul Freedman, es con toda probabilidad uno de los libros más antiguos de la cocina medieval que haya sobrevivido a nuestros días. Algunos estudiosos especulan si al-Warrāq pudo haber preparado este manuscrito en nombre de un mecenas, el príncipe hamdaní Sayf ad-Daulá, quien buscaba mejorar el prestigio cultural de su propia corte de Alepo, en un momento en el que la corte de Bagdad comenzaba a decaer. También es cierto de que una buena parte de las recetas de este libro fueron tomadas del Kitāb aṭ-ṭabīj escrito por Ibrāhīm ibn al-Mahdī en el 819.
Es uno de los cuatro textos islámicos dedicados a la cocina que encontramos en el periodo abasí, siendo los otros el mencionado Kitāb aṭ-ṭabīj de al-Baġdādī, el Kitāb al-wuṣla ilā l-habīb de Ibn al-ʿAdīm y el Fiḍālat al-Jiwān fī Ṭayyibāt al-Ṭaʿām wa-l-Alwān, de Ibn Razīn al-Tuŷībī, todos ellos posteriores (del siglo XIII).

## Contenido
En este tratado se aprecian las características de la «alta cocina» de la corte abasí, que recoge en parte la tradición del imperio sasánida conquistado por los musulmanes. Además de recetas, el Libro de cocina de al-Warraq contiene versos poéticos, historietas o anécdotas en prosa, así como consejos para una dieta adecuada. La «poesía gastronómica», dedicada a exaltar los placeres sensoriales, fue común entre las élites cultas y acomodadas del islam, destacando la capital del califato, Bagdad.